# Schloss Wusseken
Schloss Wusseken (polnisch Dwór w Osiekach) ist ein Schloss im Powiat Bytowski im heute polnischen Hinterpommern. Es gibt jedoch noch drei weitere Orte mit  Namen Wussecken/Osieki.  Der Ort war altes Lehen der von Massow. Für 1285 ist Heinrich von Massow als Lehensnehmer belegt, der Sohn von Konrad von Massow, des Stammvaters der von Massow. Erst zu Beginn des 19. Jahrhunderts ging der Besitz an die von Kleist, die hier einen Fideikommiss einrichteten. Als Vorwerk gehörte Löschingshof (heute: Łośnik) zum Gutsbesitz.

## Bauwerk
Das Herrenhaus ist ein zweigeschossiger, mit einem Mansarddach gedeckter Bau aus dem 18. Jahrhundert.